# Theodor Gomperz

Theodor Gomperz (29 mars 1832 - 29 août 1912) est un philosophe autrichien et un universitaire né à Brünn.
Après des études à Brünn, Gomperz s'est installé à Vienne, auprès de Hermann Bonitz. Diplômé en 1867, il devient Privatdozent en philologie classique (1873). En 1882 il est élu membre de l'Académie des sciences. Il reçoit ensuite le grade de docteur en philosophie honoris causa à l'université de Königsberg, puis celui de docteur en littérature à l'université de Dublin et de Cambridge.

## Œuvres en allemand
- Demosthenes der Staatsmann (1864)
- Philodemi de ira liber (1864)
- Traumdeutung und Zauberei (1866)
- Herculanische Studien (1865-1866)
- Beitrage zur Kritik und Erklarung griech. Schriftsteller (7 vols, 1875-1900)
- Neue Bruchstucke Epikurs (1876)
- Die Bruchslucke der griech. Tragiker und Cobets neueste kritische Manier (1878)
- Herodoteische Studien (1883)
- Ein bisher unbekannies griech. Schriftsystem (1884)
- Zu Philodems Buchern von der Musik (1885)
- Über den Abschluß des herodoteischen Geschichtswerkes (1886)
- Platonische Aufsatze (3 vols, 1887-1905)
- Zu Heraklits Lehre und den Überresten seines Werkes (1887)
- Zu Aristoteles Potik (2 parts, 1888-1896)
- Über die Charaktere Theophrasts (1888)
- Nachlese zu den Bruchstücken der griechischen Tragiker (1888)
- Die Apologie der Heilkunst (1890)
- Philodem und die astheiischen Schriften der herculanischen Bibliothek (1891)
- Die Schrift vom Staatswesen der Athener (1891)
- Die jüngst entdeckten Überreste einer den platonischen Phaedon enthaltenden Papyrusrolle (1892)
- Aus der Hekale des Kallimachos (1893)
- Essays und Erinnerungen (1905)
- Die Apologie der Heilkunst. Eine griechische Sophistenrede des 5. vorchristlichen Jahrhunderts (1910)
- Hellenika. Eine Auswahl philologischer und philosophiegeschichtlicher kleiner Schriften (1912)

Gomperz a supervisé également une traduction des œuvres complètes de JS Mill (12 volumes, Leipzig, 1869-1880) ; il a aussi écrit une biographie du philosophe (Vienna, 1889). Son grand œuvre est devenu un classique: Griechische Denker: Geschichte der antiken Philosophie (vols. I et II, Leipzig, 1893 et 1902) a été traduit en anglais par L. Magnus (vol. I, 1901) et publié en français par l'éditeur Payot en 3 volumes dans les années vingt (livres désormais  devenus introuvables).